# Агар, Джон Самуэль
Джон Самуэ́ль Ага́р (англ. John Samuel Agar; 19 декабря 1773, Англия — 11 апреля 1858) — английский живописец и гравёр, выставлявший свои работы в Королевской академии художеств с 1796 по 1806 год и в Британском институте до 1811 года. Он больше не выставлялся до 1836 года. В феврале предыдущего года он был признан банкротом.
Одно время он был президентом Общества гравёров. Его гравюры были выполнены в основном в технике пунктира. Среди них работы, выполненные по мотивам Ричарда и Марии Косвей, и серия аллегорий месяцев по мотивам Эдварда Френсиса Берни, опубликованная Рудольфом Акерманном в 1807—1809 гг.
Его иллюстрации к книге Ричарда Пэйна Найта «Образцы древней скульптуры, египетской, этрусской, греческой и римской»: Отобранные из различных коллекций в Великобритании (1809), были описаны Николасом Пенни как «лучшие из когда-либо созданных скульптур».

## Галерея

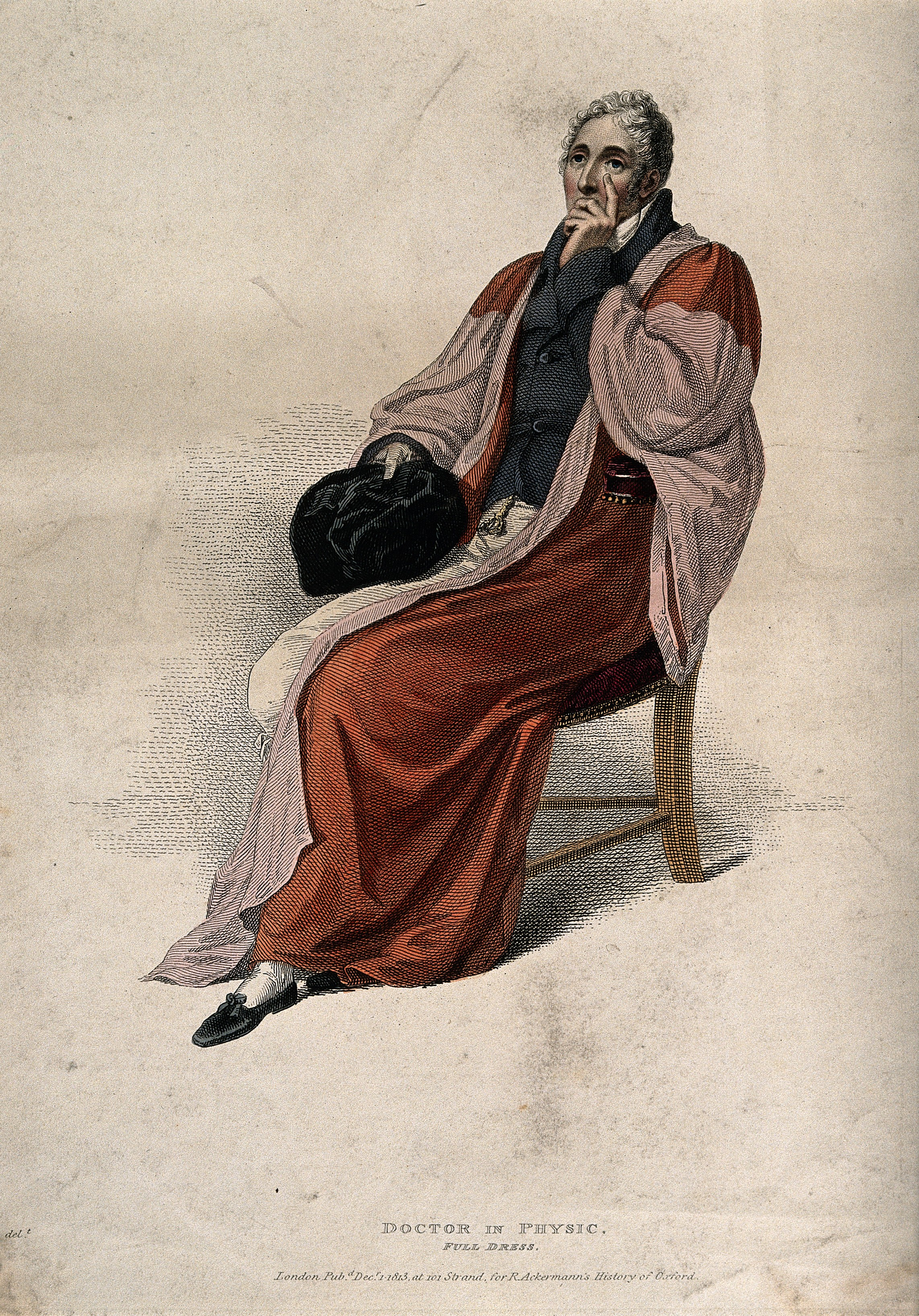
A doctor of physic in his ceremonial congregation robes at Oxford. Цветная гравюра Джона Агара, 1813 г., по Томасу Увинсу[англ.].
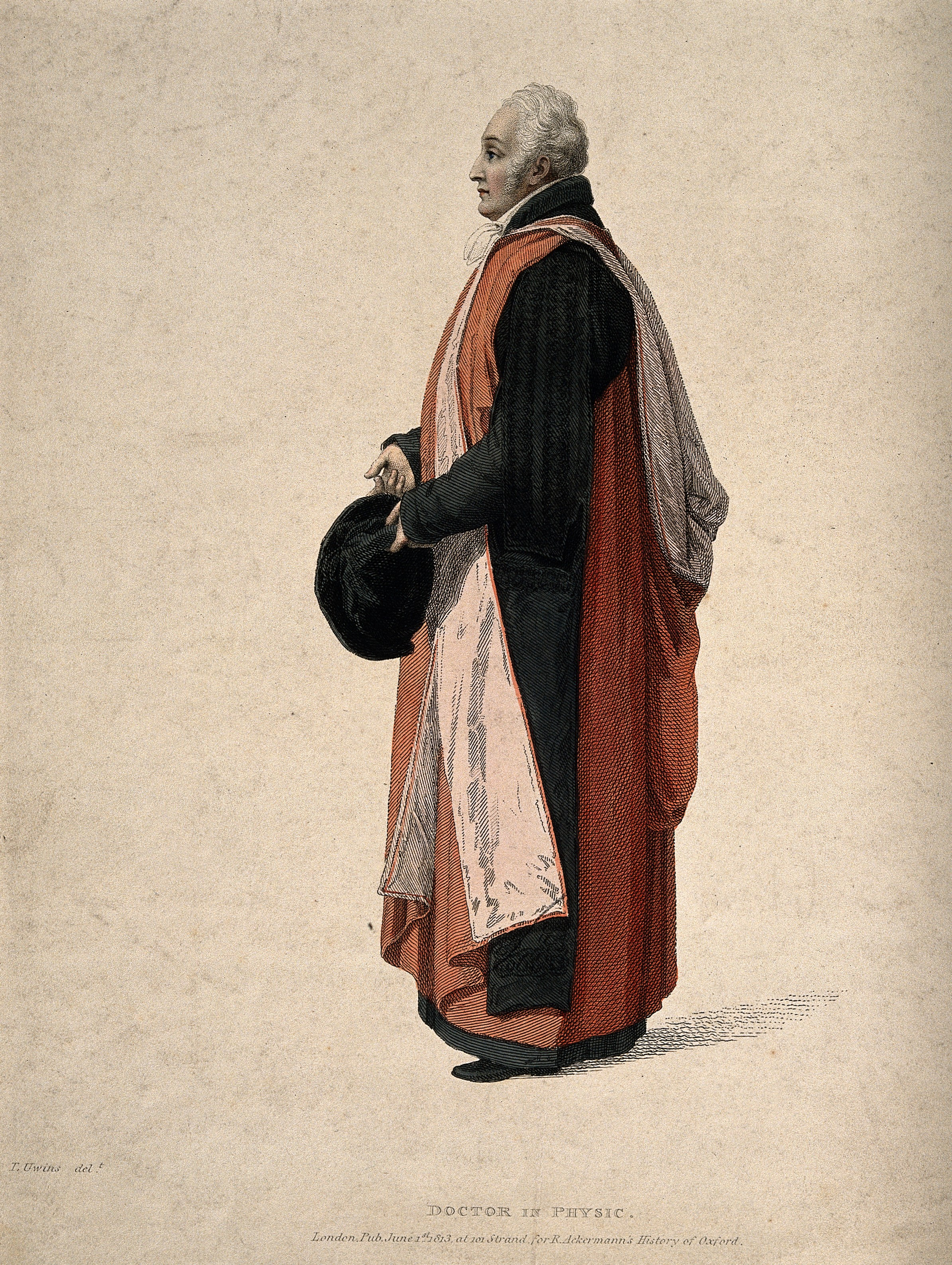
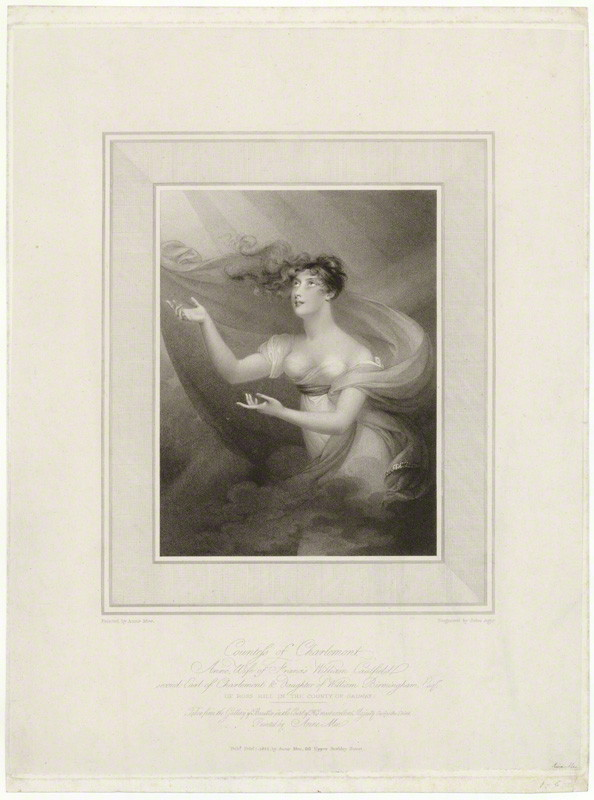
Точечная гравюра с изображением Анны Колфилд, леди Чарлмонт[англ.], выполненная Джоном Сэмюэлем Агаром по фотографии Анны Ми[англ.] (урождённой Фолдсоун).
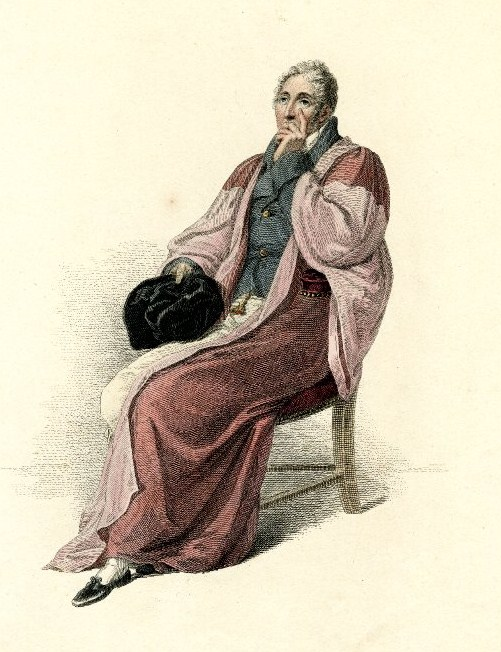
Портрет Кристофера Пегге[англ.]
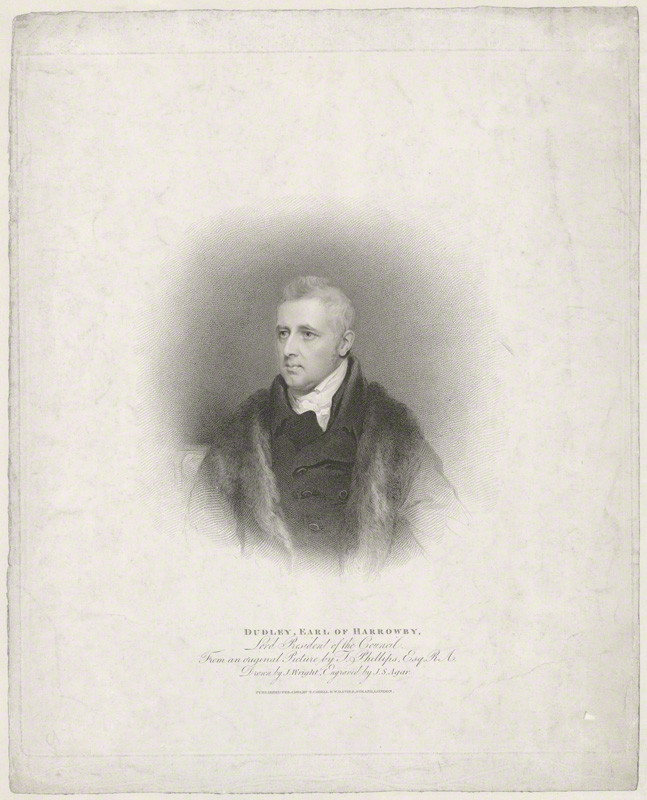
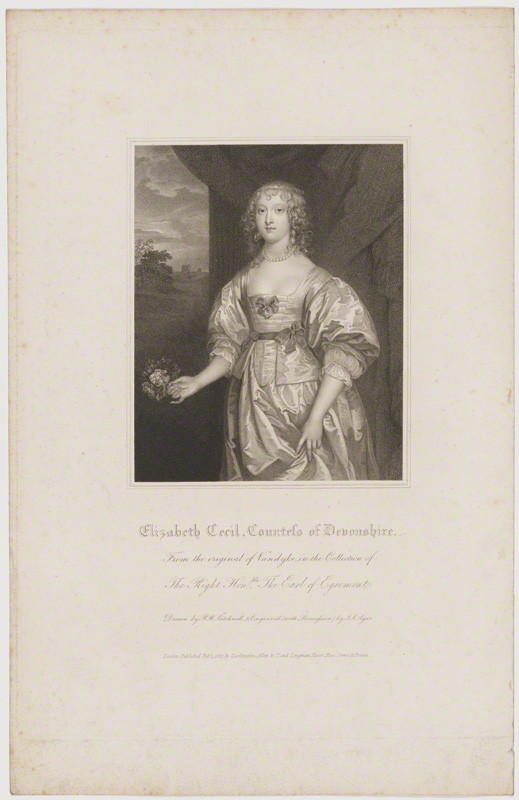
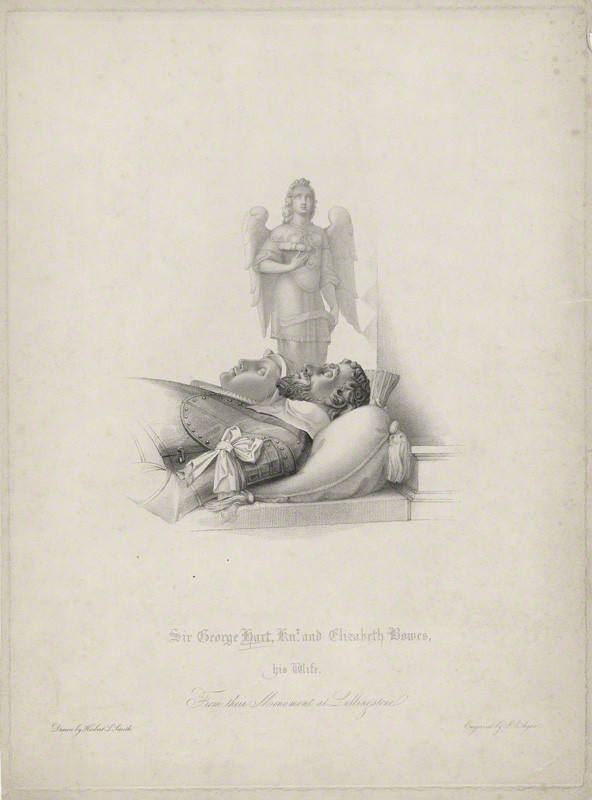
Элизабет Харт, Сэр Джордж Харт, по Герберту Лютеру Смиту
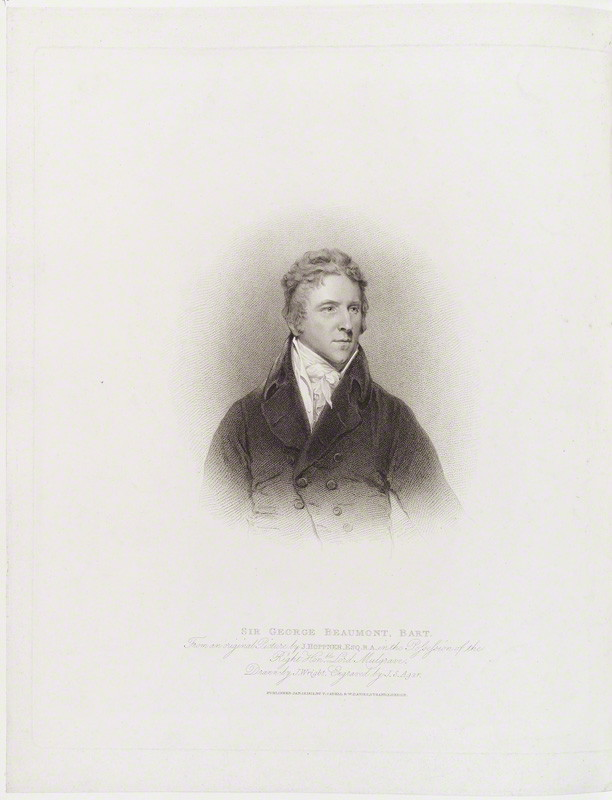
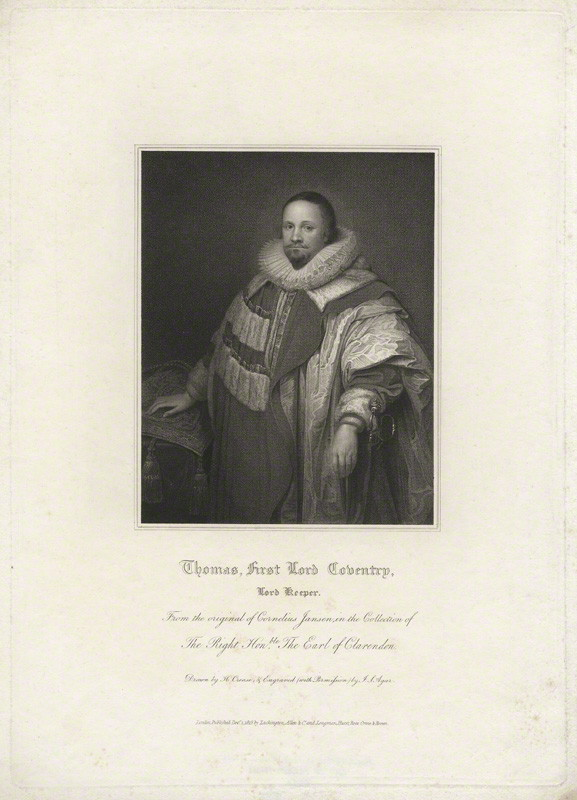
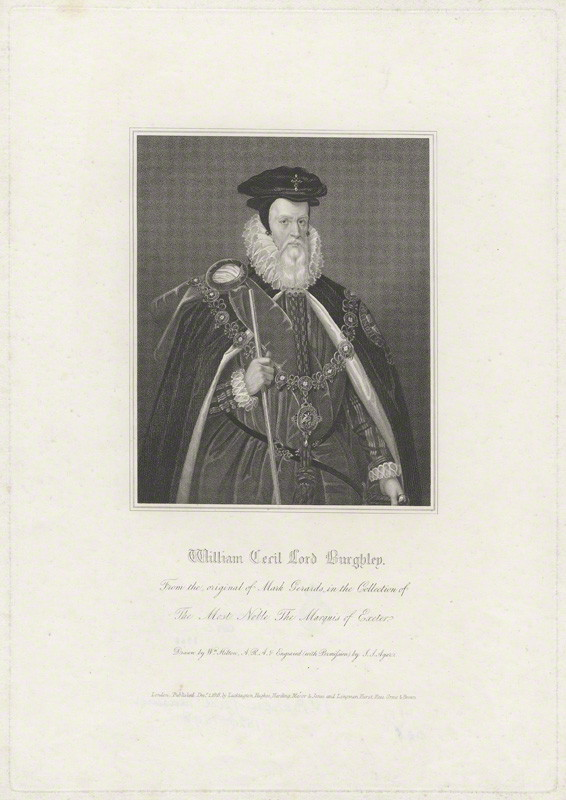
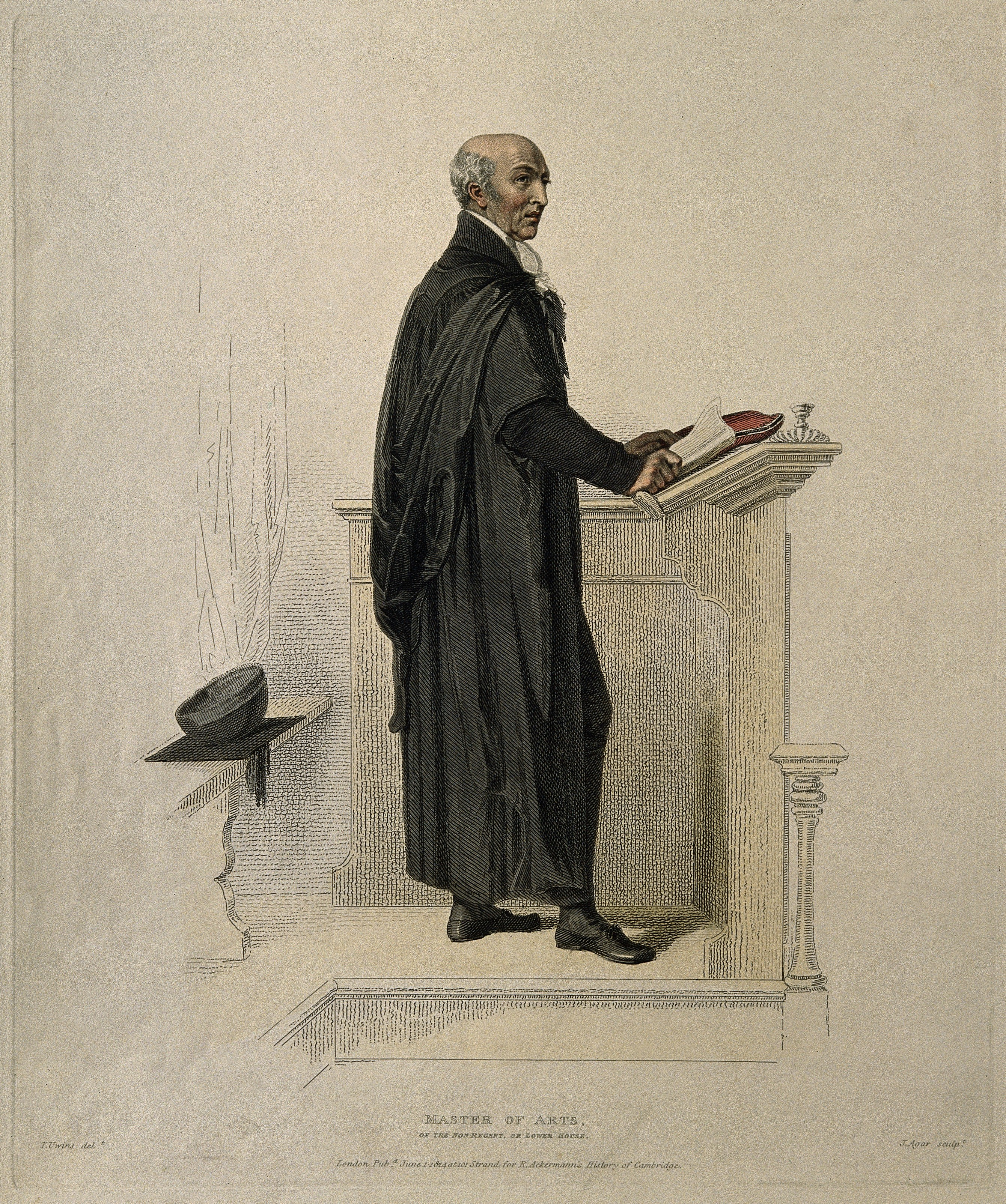
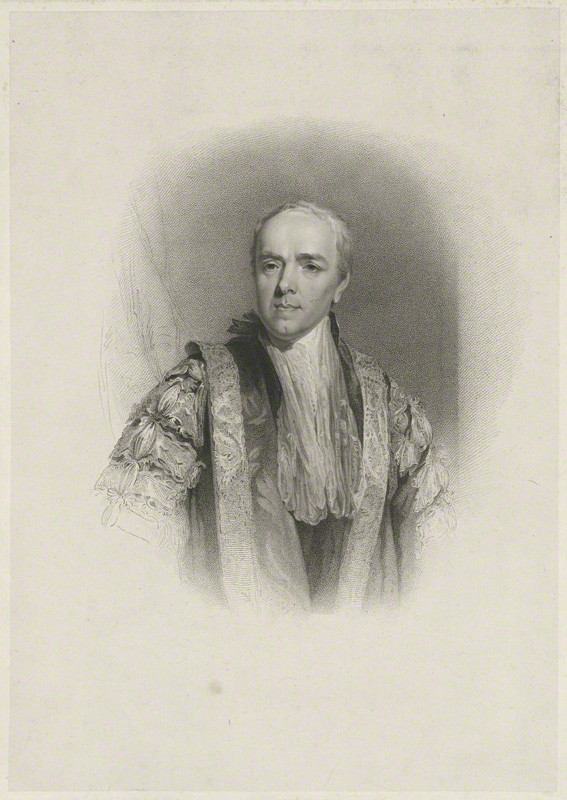
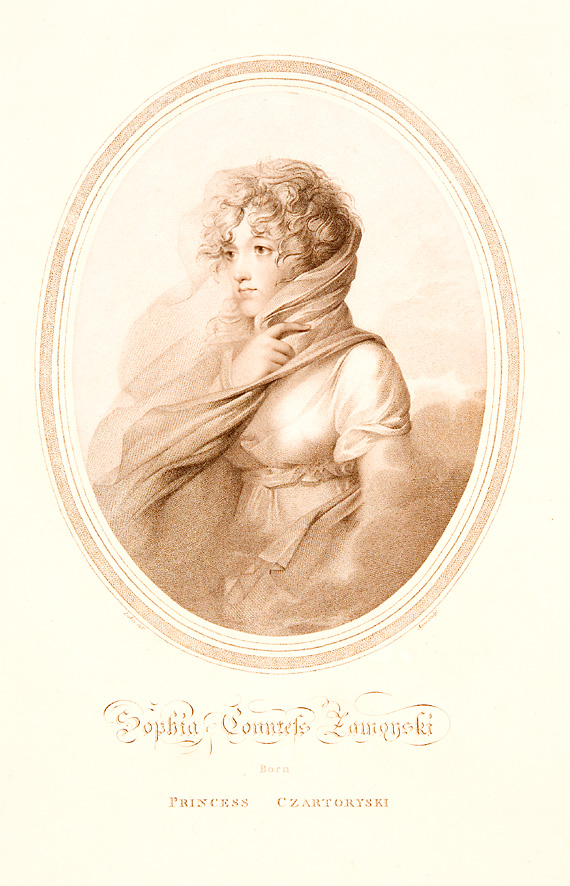